# Слава на Украйна
„Слава на Украйна! На героите слава!“ (на украински: „Слава Україні! Героям слава!“) е украински национален поздрав, известен като символ на украинския суверенитет и съпротива и като официален поздрав на въоръжените сили на Украйна от 2018 г. Често е придружен от отговора „Слава на героите!“ (на украински: „Героям слава!“).

## История
Първата част „Слава на Украйна!“ се появява по времето на Украинската народна република. Вариантът „Слава на Украйна!“ с отговор „Слава на Героите!“ се появява, като военен поздрав на Украинска въстаническа армия. Степан Бандера заявява: Ще дойде време, когато някой ще каже: „Слава на Украйна!“ и милиони ще отговорят: „Слава на героите!“.
Поздравът „Слава на Украйна!“ активно се използва в съвременната политическа ситуация в Украйна, по-конкретно на Евромайдана, когато лозунгът добива огромна популярност.
„Слава на Украйна! – На героите слава!“ е и военен поздрав на Въоръжените сили на Украйна.